# SAME Deutz-Fahr
SAME Deutz-Fahr (SDF) è un gruppo industriale multinazionale con sede centrale in Italia a Treviglio (BG) ed è uno dei principali produttori mondiali di trattori, macchine da raccolta e motori diesel. Distribuisce i propri prodotti con i marchi SAME, Lamborghini Trattori, Hürlimann, Deutz-Fahr, Grégoire e VitiBot. La gamma di trattori copre una fascia di potenza da 25 a 440 CV e la gamma delle macchine da raccolta fino 395 CV.
Il gruppo ha assunto diverse denominazioni:
- SAME (1973-1978)
- SAME-Lamborghini-Hürlimann (1979-1995)
- SAME Deutz-Fahr (dal 1996)

## Storia del gruppo

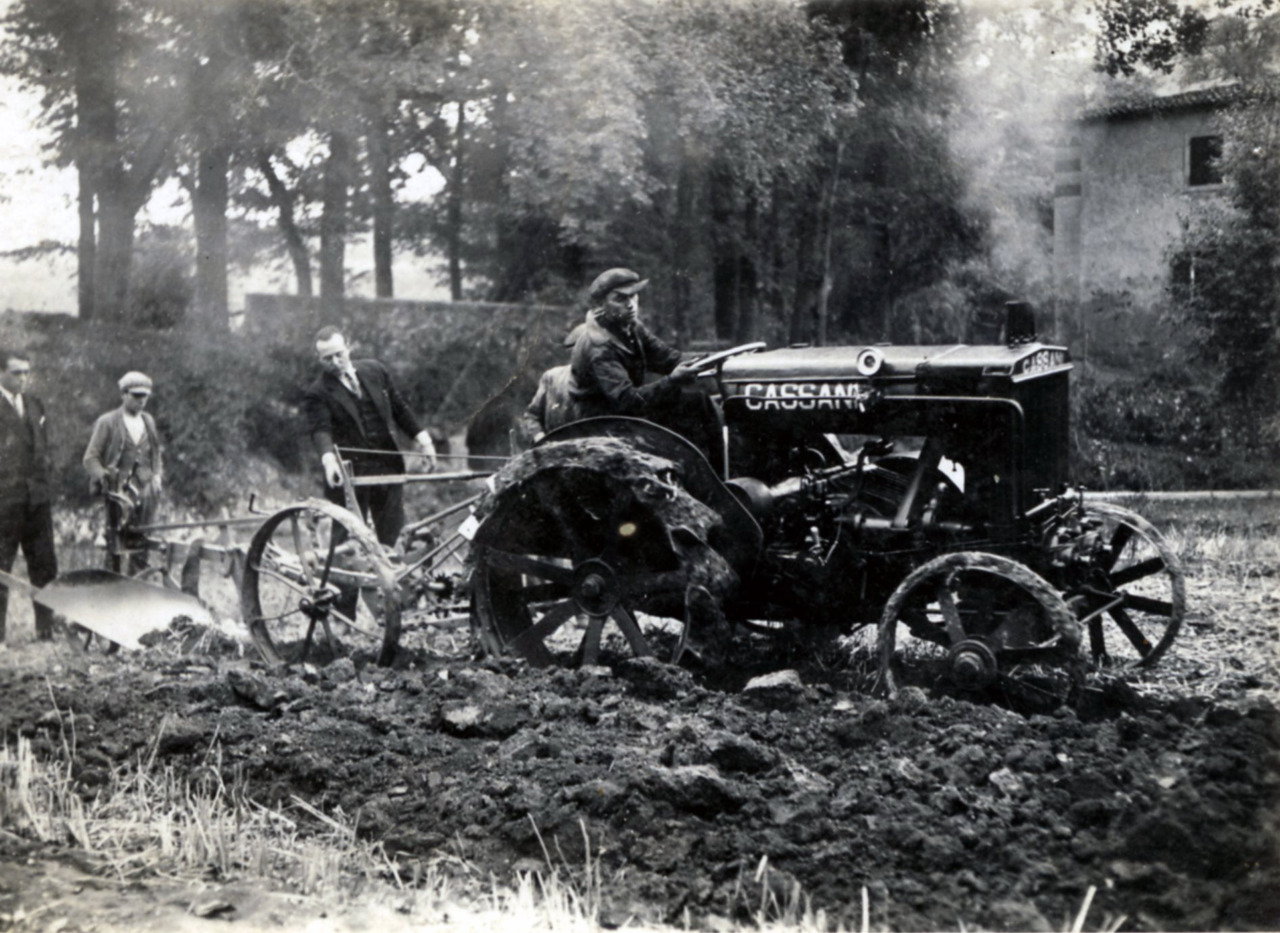
Trattrice Cassani in azione (anno 1929)

La storia del gruppo iniziò nel 1927, con la realizzazione di uno dei primi trattori al mondo alimentati con motore diesel, da parte dei fratelli Francesco e Eugenio Cassani. Nel 1942 la fondazione della SAME (Società Accomandita Motori Endotermici) a Treviglio (BG) coronò il sogno aziendale dei due fondatori.
Dopo aver rilevato nel 1973 la Lamborghini Trattori, fondata da Ferruccio Lamborghini, la SAME avviò un processo di crescita per acquisizioni.
In concomitanza con l'acquisizione nel 1979 della Hürlimann, il gruppo mutò nome in SAME-Lamborghini-Hürlimann (S-L-H). Nel 1995 fu la volta dell'acquisizione, dal gruppo tedesco KHD, della DEUTZ-FAHR: da quel momento la denominazione del gruppo divenne SAME DEUTZ-FAHR. Nel 1996 venne fondata SAME DEUTZ-FAHR India.
Dal 2003 al 2012 il gruppo SDF è stato azionista del gruppo tedesco DEUTZ AG; nel 2003 ha acquisito anche il 10% della Sampo Rosenlew, con sede in Finlandia, specializzata nella produzione di componenti e mietitrebbie da 4 a 5 scuotipaglia, partecipazione successivamente ceduta. Nel 2005, a seguito dell'acquisizione della Ðuro Ðakovic, con sede in Croazia, il gruppo ha fondato la società SAME DEUTZ-FAHR Combines, con la quale oggi realizza componenti e mietitrebbie con il marchio Deutz-Fahr. Nel 2008 viene fondato il Museo e Archivio Storico Same DEUTZ-FAHR presso la sede principale del gruppo a Treviglio. Nel 2011 il gruppo ha acquisito la Grégoire A/S, specializzata nella viticoltura, olicoltura, potatura, trattamento e raccolta dell'uva e delle olive. Nello stesso anno SAME DEUTZ-FAHR avvia una joint venture in Cina con la Shandong Changlin Machinery. Nel 2014 viene fondata SAME DEUTZ-FAHR Traktör Sanayi ve Ticaret A.Ş. con sede a Istanbul in Turchia e viene acquisita Agricultural Equipment in Cina. Nel 2016 SDF acquisisce la maggioranza e il controllo dell'attività cinese. Nel 2022 SDF acquisisce VitiBot, leader francese nella produzione di robot autonomi ed elettrici per vigneti.

## Presenza globale
SDF conta 8 siti produttivi, 15 filiali commerciali, 2 joint venture, 155 importatori e oltre 3.100 concessionari, occupando 4.400 dipendenti nel mondo.
Stabilimenti produttivi nel mondo:
- Italia Treviglio: trattori di gamma media e medio-alta da 70 a 140 CV
- Germania Lauingen: trattori di gamma medio-alta e alta da 130 CV
- India Ranipet: trattori di gamma bassa e medio-bassa fino a 110 CV, motori diesel da 30 a 160 CV
- Francia Châteaubernard: macchine per la raccolta dell'uva e delle olive, trainate e semoventi
- Francia Reims: robot elettrici autonomi per vigneti
- Turchia Bandırma: trattori di gamma media fino a 130 CV
- Cina Linshu: trattori fino a 280 CV, mietitrebbie e macchine da raccolta da 32 a 200 CV

## Premi
I trattori realizzati dalle aziende del gruppo SDF hanno ottenuto numerosi premi e riconoscimenti nel corso degli anni; tra questi:
| Anno | Prodotto                        | Premio                                              | Paese    |
| ---- | ------------------------------- | --------------------------------------------------- | -------- |
| 2013 | DEUTZ-FAHR 7250 TTV Agrotron    | Red Dot Product Design Award                        | Germania |
| 2013 | DEUTZ-FAHR 7250 TTV Agrotron    | Tractor of the year e Golden Tractor for the Design | Italia   |
| 2014 | DEUTZ-FAHR 7250 TTV Agrotron    | Compasso d'oro                                      | Italia   |
| 2014 | Lamborghini Nitro               | Red Dot Product Design Award                        | Germania |
| 2014 | Lamborghini Nitro 130 VRT       | Golden Tractor for the Design                       | Germania |
| 2015 | DEUTZ-FAHR Driver Extended Eyes | Agritechnica Innovation Award                       | Germania |
| 2016 | SAME Frutteto ActiveDrive       | Tractor of the Year: best of specialised            | Germania |
| 2016 | DEUTZ-FAHR Serie 6 Cshift       | Machines des Jahres                                 | Germania |
| 2017 | DEUTZ-FAHR 6215 RCshift         | Tractor of the Year: Best Design                    | Italia   |
| 2017 | SAME Frutteto ActiveSteer       | Machine of the Year 2017                            | Francia  |